# Formosania immaculata
Formosania immaculata — вид коропоподібних риб родини гастромизонових (Gastromyzontidae). Описаний у 2023 році.

## Назва
Видовий епітет immaculata — це латинська форма слова «бездоганний», що стосується забарвлення тіла без плям або смуг.

## Поширення
Ендемік Китаю. Поширений у басейні річки Оуцзян у провінції Чжецзян на сході країни.

## Опис
Від інших видів роду вид відрізняє сукупність таких характеристик: тіло без явних крапчатостей; довжина рила більша за заочну довжину; черевна ділянка без луски тягнеться до середини основи грудного плавця; коротші ростральні вусики, довжина крайньої пари становить 112,9–140,0 % діаметра ока; і коротші сосочки нижньої губи, довжина 19,9 %–24,4 % діаметра ока.